# Coupe de Turquie de football 2012-2013
Navigation
Coupe de Turquie 2011-2012 Coupe de Turquie 2013-2014
La Coupe de Turquie de football 2012-2013 est la 51e édition de la Coupe de Turquie. Elle est organisée par la Fédération turque de football (TFF). La compétition met aux prises 156 clubs amateurs et professionnels à travers la Turquie. 
Fenerbahçe est le tenant du titre.

## Calendrier
| Tour                        | Nom              | Date                       | Participants        |
| Tours préliminaires (2012)  |                  |                            |                     |
| 1                           | Premier tour     | 19 au 20 septembre         | 86                  |
| 2                           | Deuxième tour    | 25 septembre au 11 octobre | 108 (95+13 de D1)   |
| 3                           | Troisième tour   | 30 octobre au 8 novembre   | 54                  |
| Phase finale (2012 et 2013) |                  |                            |                     |
| 4                           | Quatrième tour   | 27 novembre au 5 décembre  | 32 (27+5 européens) |
| 5                           | Cinquième tour   | 11 au 13 décembre          | 16                  |
| 6                           | Phase de groupes | 18 décembre au 27 février  | 8                   |
| 7                           | Demi-finales     | -                          | 4                   |
| 8                           | Finale           | -                          | 2                   |

## Résultats

### Premier tour
| Club                            | Résultat         | Club                          |
| ------------------------------- | ---------------- | ----------------------------- |
| İstanbulspor                    | 1-0              | Fatih Karagümrük              |
| Anadolu Üsküdar 1908            | 0-2              | Ümraniyespor                  |
| Çerkezköyspor                   | 0-1              | Sancaktepe Belediyespor       |
| Darıca Gençlerbirliği           | 3-0              | Derince Belediyespor          |
| Kocaelispor                     | 1-0              | Beyköy Belediyespor           |
| Gebzespor                       | 2-3              | Gölcükspor                    |
| Altınova Belediyespor           | 0-2              | Dardanelspor                  |
| Kütahyaspor                     | 1-0              | Bursa Nilüferspor             |
| Oyak Renault                    | 0-1              | Orhangazispor                 |
| Altınordu SK                    | 0-1              | Menemen Belediyespor          |
| Aydınspor 1923                  | 2-0              | Bergama Belediyespor          |
| Bucak Belediye Oğuzhanspor      | 1-2              | Tekirova Belediyespor         |
| Manavgat Evrensekispor          | 0-1              | Muğlaspor                     |
| Sandıklıspor                    | 0-1              | Emrespor                      |
| Uşak Belediyespor               | 8-0              | Afyonkarahisarspor            |
| Hacettepe SK                    | 1-2 (a.p.)       | Keçiörengücü                  |
| Çorum Belediyespor              | 4-1              | Yeni Amasyaspor               |
| Kastamonuspor                   | 4-1              | Ayancıkspor                   |
| Kilimli Belediyespor            | 3-0              | Bartınspor                    |
| Kırşehir Köy Hizmetlerispor     | 0-3              | Yozgatspor                    |
| Kayseri Şekerspor               | 4-1              | MKE Kırıkkalespor             |
| Karaman Belediyespor            | 5-1              | Nevşehir Gençlik              |
| Niğde Belediyespor              | 1-0              | 68 Yeni Aksarayspor           |
| Arhavispor                      | 0-1              | Trabzon Kanuni FK             |
| Arsinspor                       | 2-1              | Pazarspor                     |
| Erzincanspor                    | 0-0 (3-4 t.a.b.) | Dersimspor                    |
| İskenderunspor 1967             | 4-0              | Adıyamanspor                  |
| Kahramanmaraş Belediyespor      | 1-2              | Kırıkhanspor                  |
| Kadirlispor                     | 6-1              | Kilis Belediyespor            |
| Ardahanspor                     | 1-4              | Patnos Gençlikspor            |
| Karsspor                        | 0-2              | Iğdır Üniversitesi            |
| Diyarbakır BB                   | 4-0              | Elazığ Belediyespor           |
| Belediye Bingölspor             | 3-1              | Diyarbakırspor                |
| Belediye Vanspor                | 2-0              | Tatvan Gençlerbirliği         |
| Siirtspor                       | 3-0              | Muş Ovasıspor                 |
| Cizre Basraspor                 | 3-0              | Mardinspor                    |
| Batman Petrolspor               | 7-0              | Hakkari Zapspor               |
| Erzurum Büyükşehir Belediyespor | 3-1              | Beşikdüzüspor                 |
| Gümüşhanespor                   | 5-4              | Bayburt Özel İdare            |
| Beylerbeyispor                  | 4-2 (a.p.)       | Edirnespor Gençlik            |
| Maltepespor                     | 1-2              | Silivrispor                   |
| Çorumspor                       | 2-4              | Ankara Demirspor              |
| Erzincan Refahiyespor           | 0-1              | Sivas Dört Eylül Belediyespor |

### Deuxième tour
| Club                     | Résultat   | Club                          |
| ------------------------ | ---------- | ----------------------------- |
| Niğde Belediyespor       | 1-2        | Beşiktaş                      |
| Dersimspor               | 0-7        | Gençlerbirliği                |
| Orhangazispor            | 2-1 (a.p.) | İstanbul BB                   |
| İstanbulspor             | 1-3        | Kasımpaşa                     |
| MKE Ankaragücü           | 5-1        | Iğdır Üniversitesi            |
| Ümraniyespor             | 1-2        | Kayseri Erciyesspor           |
| Çorum Belediyespor       | 2-1 (a.p.) | Adana Demirspor               |
| Samsunspor               | 0-2        | Sivas Dört Eylül Belediyespor |
| Patnos Gençlikspor       | 1-2        | Kartalspor                    |
| Konyaspor                | 2-0        | Kırıkhanspor                  |
| Akhisar Belediyespor     | 5-2        | Aydınspor 1923                |
| Karabükspor              | 3-2        | Gümüşhanespor                 |
| Medical Park Antalyaspor | 5-3        | Menemen Belediyespor          |
| Gaziantepspor            | 1-0        | Emrespor                      |
| Ankara Demirspor         | 0-1        | Sanica Boru Elazığspor        |
| Denizlispor              | 1-2        | Dardanelspor                  |
| Bandırmaspor             | 1-0        | Kilimli Belediyespor          |
| Balıkesirspor            | 4-0        | İskenderunspor 1967           |
| Muğlaspor                | 2-3        | TKİ Tavşanlı Linyitspor       |
| Fethiyespor              | 5-0        | Cizre Basraspor               |
| Turgutluspor             | 1-0        | Belediye Bingölspor           |
| Arsinspor                | 4-2        | Bucaspor                      |
| Boluspor                 | 1-2        | Yozgatspor                    |
| Manisaspor               | 3-1 (a.p.) | Kayseri Şekerspor             |
| Karaman Belediyespor     | 1-2        | Bozüyükspor                   |
| Gaziantep BB             | 2-0        | Keçiörengücü                  |
| Darıca Gençlerbirliği    | 2-1        | Kırklarelispor                |
| Batman Petrolspor        | 2-1        | Körfez FK                     |
| Kızılcahamamspor         | 1-0        | Kütahyaspor                   |
| Tepecikspor              | 3-0        | Beylerbeyispor                |
| Polatlı Bugsaşspor       | 2-1        | Silivrispor                   |
| Uşak Belediyespor        | 1-10       | Denizli Belediyespor          |
| Kahramanmaraşspor        | 1-2        | Sakaryaspor                   |
| Alanyaspor               | 0-3        | Yeni Malatyaspor              |
| Tokatspor                | 3-2        | Hatayspor                     |
| Anadolu Selçukluspor     | 1-2        | Pendikspor                    |
| İskenderun DÇ            | 2-3        | Ofspor                        |
| Eyüpspor                 | 3-2 (a.p.) | Ünyespor                      |
| İnegölspor               | 0-2        | Giresunspor                   |
| Tarsus İdman Yurdu       | 0-2        | Sariyer SK                    |
| Çamlıdere Şekerspor      | 1-2        | İstanbul Güngörenspor         |
| Gaziosmanpaşaspor        | 0-1 (a.p.) | Bayrampaşaspor                |
| Çankırıspor              | 1-2        | Nazilli Belediyespor          |
| Trabzon Kanuni           | 0-3        | Sivasspor                     |
| Göztepe                  | 3-0        | Gölcükspor                    |
| Adanaspor                | 2-1        | Erzurum BB                    |
| Mersin Idman Yurdu       | 3-0        | Siirtspor                     |
| Kastamonuspor            | 2-3        | Orduspor                      |
| Diyarbakır BB            | 1-0        | Çaykur Rizespor               |
| Kocaelispor              | 1-0        | Karşıyaka                     |
| Sancaktepe Belediyespor  | 3-1        | Kayserispor                   |
| Tekirova Belediyespor    | 2-4        | Altay                         |
| 1461 Trabzon             | 4-1        | Belediye Vanspor              |
| Kadirlispor              | 0-4 (a.p.) | Şanlıurfaspor                 |

### Troisième tour
Équipes qualifiées pour le Troisième tour (54 sur 54) :
- Équipes de D1 (11 sur 13) :

Akhisar Belediyespor, Beşiktaş, Gaziantepspor, Gençlerbirliği, Karabükspor, Kasımpaşa, Medical Park Antalyaspor, Mersin Idman Yurdu, Orduspor, Sanica Boru Elazığspor et Sivasspor.
- Équipes de D2 (11 sur 20) :

1461 Trabzon, Adanaspor, MKE Ankaragücü, Gaziantep BB, Göztepe, Kartalspor, Kayseri Erciyesspor, Konyaspor, Manisaspor, Şanlıurfaspor et TKİ Tavşanlı Linyitspor.
- Équipes de D3 (21 sur 34) :

Altay, Balıkesirspor, Bandırmaspor, Bayrampaşaspor, Bozüyükspor, Denizli Belediyespor, Eyüpspor, Fethiyespor, Giresunspor, İstanbul Güngörenspor, Kızılcahamamspor, Nazilli Belediyespor, Ofspor, Pendikspor, Polatlı Bugsaşspor, Sarıyer SK, Sakaryaspor, Tepecikspor, Tokatspor, Turgutluspor et Yeni Malatyaspor.
- Équipes de D4 (11 sur 54) :

Arsinspor, Batman Petrolspor, Çorum Belediyespor, Dardanelspor, Darıca Gençlerbirliği, Diyarbakır BB, Kocaelispor, Orhangazispor, Sancaktepe Belediyespor, Sivas Dört Eylül Belediyespor et Yozgatspor.
| Club                          | Résultat         | Club                               |
| ----------------------------- | ---------------- | ---------------------------------- |
| Tepecikspor (D3)              | 1-3              | Gençlerbirliği (D1)                |
| Konyaspor (D2)                | 0-3              | Nazilli Belediyespor (D3)          |
| İstanbul Güngörenspor (D3)    | 0-2              | Sivasspor (D1)                     |
| Bandırmaspor (D3)             | 4-1              | Yozgatspor (D4)                    |
| Batman Petrolspor (D4)        | 1-2              | Adanaspor (D2)                     |
| Dardanelspor (D4)             | 1-1 (5-6 t.a.b.) | Manisaspor (D2)                    |
| Diyarbakır BB (D4)            | 0-1              | Polatlı Bugsaşspor (D3)            |
| Kızılcahamamspor (D3)         | 2-3 (a.p.)       | 1461 Trabzon (D2)                  |
| MKE Ankaragücü (D2)           | 2-0 (a.p.)       | Çorum Belediyespor (D4)            |
| Şanlıurfaspor (D2)            | 1-1 (3-1 t.a.b.) | Orhangazispor (D4)                 |
| Tokatspor (D3)                | 1-0              | Akhisar Belediyespor (D1)          |
| Giresunspor (D3)              | 0-3              | Mersin Idman Yurdu (D1)            |
| Karabükspor (D1)              | 1-0              | Yeni Malatyaspor (D3)              |
| Beşiktaş (D1)                 | 2-1              | Ofspor (D3)                        |
| Göztepe (D2)                  | 2-1              | Sakaryaspor (D3)                   |
| Altay (D3)                    | 1-0              | Fethiyespor (D3)                   |
| Balıkesirspor (D3)            | 2-1              | Turgutluspor (D3)                  |
| Denizli Belediyespor (D3)     | 0-3              | Bozüyükspor (D3)                   |
| Gaziantep BB (D2)             | 3-3 (5-4 t.a.b.) | Darıca Gençlerbirliği (D4)         |
| TKİ Tavşanlı Linyitspor (D2)  | 1-0              | Sivas Dört Eylül Belediyespor (D4) |
| Kasımpaşa (D1)                | 5-0              | Kocaelispor (D4)                   |
| Orduspor (D1)                 | 3-0              | Sancaktepe Belediyespor (D4)       |
| Medical Park Antalyaspor (D1) | 7-0              | Eyüpspor (D3)                      |
| Arsinspor (D4)                | 0-1              | Gaziantepspor (D1)                 |
| Kayseri Erciyesspor (D2)      | 4-1              | Sarıyer SK (D3)                    |
| Bayrampaşaspor (D3)           | 1-0              | Kartalspor (D2)                    |
| Pendikspor (D3)               | 3-2              | Sanica Boru Elazığspor (D1)        |

### Quatrième tour
Équipes actuellement qualifiées pour le Quatrième tour (32 sur 32) :
- Équipes de D1 (14 sur 18) :

Beşiktaş, Bursaspor, Eskişehirspor, Fenerbahçe, Galatasaray, Gaziantepspor, Gençlerbirliği, Karabükspor, Kasımpaşa, Medical Park Antalyaspor, Mersin Idman Yurdu, Orduspor, Sivasspor et Trabzonspor.
- Équipes de D2 (9 sur 20) :

1461 Trabzon, Adanaspor, Gaziantep BB, Göztepe, Kayseri Erciyesspor, Manisaspor, MKE Ankaragücü, Şanlıurfaspor et TKİ Tavşanlı Linyitspor.
- Équipes de D3 (9 sur 34) :

Altay, Balıkesirspor, Bandırmaspor, Bayrampaşaspor, Bozüyükspor, Nazilli Belediyespor, Pendikspor, Polatlı Bugsaşspor et Tokatspor.
| Club                         | Résultat         | Club                          |
| ---------------------------- | ---------------- | ----------------------------- |
| Tokatspor (D3)               | 0-1              | Mersin Idman Yurdu (D1)       |
| Altay (D3)                   | 1-0 (a.p.)       | Kayseri Erciyesspor (D2)      |
| Galatasaray (D1)             | 4-1              | Balıkesirspor (D3)            |
| TKİ Tavşanlı Linyitspor (D2) | 0-5              | Medical Park Antalyaspor (D1) |
| Göztepe (D2)                 | 1-0              | Orduspor (D1)                 |
| Adanaspor (D2)               | 0-0 (2-4 t.a.b.) | 1461 Trabzon (D2)             |
| Beşiktaş (D1)                | 3-2              | MKE Ankaragücü (D2)           |
| Fenerbahçe (D1)              | 1-0              | Pendikspor (D3)               |
| Polatlı Bugsaşspor (D3)      | 0-4              | Eskişehirspor (D1)            |
| Gençlerbirliği (D1)          | 5-1              | Bandırmaspor (D3)             |
| Sivasspor (D1)               | 3-0              | Manisaspor (D2)               |
| Trabzonspor (D1)             | 4-0              | Şanlıurfaspor (D2)            |
| Bozüyükspor (D3)             | 1-2              | Gaziantepspor (D1)            |
| Nazilli Belediyespor (D3)    | 0-3              | Bursaspor (D1)                |
| Kasımpaşa (D1)               | 3-1              | Bayrampaşaspor (D3)           |
| Gaziantep BB (D2)            | 1-2 (a.p.)       | Karabükspor (D1)              |

### Cinquième tour
Équipes actuellement qualifiées pour le Cinquième tour (16 sur 16) :
- Équipes de D1 (13 sur 18) :

Beşiktaş, Bursaspor, Eskişehirspor, Fenerbahçe, Galatasaray, Gaziantepspor, Gençlerbirliği, Karabükspor, Kasımpaşa, Medical Park Antalyaspor, Mersin Idman Yurdu, Sivasspor et Trabzonspor.
- Équipes de D2 (2 sur 20) :

1461 Trabzon et Göztepe.
- Équipe de D3 (1 sur 34) :

Altay.
| Club                          | Résultat         | Club                    |
| ----------------------------- | ---------------- | ----------------------- |
| Altay (D3)                    | 0-2              | Bursaspor (D1)          |
| Gaziantepspor (D1)            | 0-1 (a.p.)       | Sivasspor (D1)          |
| Eskişehirspor (D1)            | 5-1              | Karabükspor (D1)        |
| Galatasaray (D1)              | 1-2              | 1461 Trabzon (D2)       |
| Gençlerbirliği (D1)           | 2-3              | Mersin Idman Yurdu (D1) |
| Medical Park Antalyaspor (D1) | 2-1              | Beşiktaş (D1)           |
| Fenerbahçe (D1)               | 4-0              | Göztepe (D2)            |
| Kasımpaşa (D1)                | 1-1 (2-4 t.a.b.) | Trabzonspor (D1)        |

### Phase de groupes
Équipes actuellement qualifiées pour la Phase de groupes (8 sur 8) :
- Équipes de D1 (7 sur 18) :

Bursaspor, Eskişehirspor, Fenerbahçe, Medical Park Antalyaspor, Mersin Idman Yurdu, Sivasspor et Trabzonspor.
- Équipe de D2 (1 sur 20) :

1461 Trabzon.

#### Groupe A
| Rang | Équipe       | Pts | J | G | N | P | Bp | Bc | Diff |  | Résultats (▼ dom., ► ext.) | FB  | SS  | BUR | TRA |
| ---- | ------------ | --- | - | - | - | - | -- | -- | ---- |  | -------------------------- | --- | --- | --- | --- |
| 1    | Fenerbahçe   | 13  | 6 | 4 | 1 | 1 | 12 | 5  | +7   |  | Fenerbahçe                 |     | 2-0 | 2-3 | 3-0 |
| 2    | Sivasspor    | 11  | 6 | 3 | 2 | 1 | 6  | 5  | +1   |  | Sivasspor                  | 0-0 |     | 2-1 | 2-1 |
| 3    | 1461 Trabzon | 5   | 6 | 1 | 2 | 3 | 5  | 9  | -4   |  | 1461 Trabzon               | 0-2 | 1-1 |     | 0-0 |
| 4    | Bursaspor    | 4   | 6 | 1 | 1 | 4 | 5  | 9  | -4   |  | Bursaspor                  | 2-3 | 0-1 | 2-0 |     |

#### Groupe B
| Rang | Équipe                   | Pts | J | G | N | P | Bp | Bc | Diff |  | Résultats (▼ dom., ► ext.) | TS  | MPA | ESK | MER |
| ---- | ------------------------ | --- | - | - | - | - | -- | -- | ---- |  | -------------------------- | --- | --- | --- | --- |
| 1    | Trabzonspor              | 15  | 6 | 5 | 0 | 1 | 11 | 3  | +8   |  | Trabzonspor                |     | 2-0 | 1-0 | 3-0 |
| 2    | Eskişehirspor            | 12  | 6 | 4 | 0 | 2 | 9  | 5  | +4   |  | Eskişehirspor              | 1-0 |     | 2-1 | 3-1 |
| 3    | Medical Park Antalyaspor | 9   | 6 | 3 | 0 | 3 | 13 | 8  | +5   |  | Medical Park Antalyaspor   | 2-3 | 1-0 |     | 4-2 |
| 4    | Mersin Idman Yurdu       | 0   | 6 | 0 | 0 | 6 | 3  | 20 | -17  |  | Mersin Idman Yurdu         | 0-2 | 0-3 | 0-5 |     |

### Demi-finales
Équipes actuellement qualifiées pour les demi-finales (4 sur 4) :
- Équipes de D1 (4 sur 18) :

Eskişehirspor, Fenerbahçe, Sivasspor et Trabzonspor.

#### Matchs aller
| 17 avril 2013 | Sivasspor                               | 2-1   | Trabzonspor        |                                                         |                                                         |
| 19 h          | Aatif Chahechouhe 44e · Erman Kılıç 76e | (1-0) | 90+2e Marek Sapara | Sivas 4 Eylül Stadium (Sivas) Arbitrage : Hüseyin Göçek | Sivas 4 Eylül Stadium (Sivas) Arbitrage : Hüseyin Göçek |
| 19 h          | Rapport                                 |       |                    | Sivas 4 Eylül Stadium (Sivas) Arbitrage : Hüseyin Göçek | Sivas 4 Eylül Stadium (Sivas) Arbitrage : Hüseyin Göçek |

| 17 avril 2013 | Eskişehirspor    | 1-1   | Fenerbahçe       |                                                                   |                                                                   |
| 21 h 15       | Erkan Zengin 13e | (1-1) | 20e Mehmet Topal | Eskişehir Atatürk Stadyumu (Eskişehir) Arbitrage : Yunus Yıldırım | Eskişehir Atatürk Stadyumu (Eskişehir) Arbitrage : Yunus Yıldırım |
| 21 h 15       | Rapport          |       |                  | Eskişehir Atatürk Stadyumu (Eskişehir) Arbitrage : Yunus Yıldırım | Eskişehir Atatürk Stadyumu (Eskişehir) Arbitrage : Yunus Yıldırım |

#### Matchs retour
| 8 mai 2013 | Trabzonspor                                                                         | 6-0   | Sivasspor |                                                             |                                                             |
| 19 h       | Adrian Mierzejewski 39e 47e 53e · Olcan Adın 65e · Volkan Şen 71e · Aykut Akgün 76e | (1-0) |           | Stade Hüseyin-Avni-Aker (Trabzon) Arbitrage : Tolga Özkalfa | Stade Hüseyin-Avni-Aker (Trabzon) Arbitrage : Tolga Özkalfa |
| 19 h       | Rapport                                                                             |       |           | Stade Hüseyin-Avni-Aker (Trabzon) Arbitrage : Tolga Özkalfa | Stade Hüseyin-Avni-Aker (Trabzon) Arbitrage : Tolga Özkalfa |

| 8 mai 2013 | Fenerbahçe                                               | 1-1 (4-1 t.a.b.) 4 - 1 t. a. b. | Eskişehirspor                             |                                                            |                                                            |
| 21 h 30    | Pierre Webó 32e                                          | (1-1)                           | 17e Rodrigo Tello                         | Stade Şükrü Saracoğlu (Istanbul) Arbitrage : Hüseyin Göçek | Stade Şükrü Saracoğlu (Istanbul) Arbitrage : Hüseyin Göçek |
| 21 h 30    | Rapport                                                  |                                 |                                           | Stade Şükrü Saracoğlu (Istanbul) Arbitrage : Hüseyin Göçek | Stade Şükrü Saracoğlu (Istanbul) Arbitrage : Hüseyin Göçek |
| 21 h 30    | Cristian Baroni · Dirk Kuyt · Pierre Webó · Mehmet Topuz | Tirs au but 4 - 1               | Diego Ângelo · Necati Ateş · Goran Čaušić | Stade Şükrü Saracoğlu (Istanbul) Arbitrage : Hüseyin Göçek | Stade Şükrü Saracoğlu (Istanbul) Arbitrage : Hüseyin Göçek |

### Finale
| 22 mai 2013 | Fenerbahçe    | 1-0   | Trabzonspor |                                                          |                                                          |
| 20 h 45     | Moussa Sow 9e | (1-0) |             | Stade Ankara 19 Mayıs (Ankara) Arbitrage : Fırat Aydınus | Stade Ankara 19 Mayıs (Ankara) Arbitrage : Fırat Aydınus |
| 20 h 45     | Rapport       |       |             | Stade Ankara 19 Mayıs (Ankara) Arbitrage : Fırat Aydınus | Stade Ankara 19 Mayıs (Ankara) Arbitrage : Fırat Aydınus |

## Statistiques individuelles

### Classement des buteurs
mise à jour : 22 mai 2013
| Rang | Joueur              | Club                     | Buts |
| ---- | ------------------- | ------------------------ | ---- |
| 1    | Erkan Zengin        | Eskişehirspor            | 9    |
| 2    | Adrian Mierzejewski | Trabzonspor              | 8    |
| 3    | Artun Akçatın       | Gençlerbirliği           | 7    |
| 4    | Ömer Şişmanoğlu     | Medical Park Antalyaspor | 6    |
| 4    | Sercan Kaya         | 1461 Trabzon             | 6    |